# Soudan Manufacturing Company
Soudan Manufacturing Company war ein US-amerikanischer Hersteller von Fahrzeugen.

## Unternehmensgeschichte
Das Unternehmen hatte seinen Sitz in Elkhart in Indiana. 1899 stellte es Fahrräder her. 1900 begann die Produktion von Automobilen. Der Markenname lautete Soudan. Im Frühjahr 1901 endete die Produktion. Die Acme Cycle Company aus der gleichen Stadt übernahm große Teile des Unternehmens.

## Fahrzeuge
Die Kraftfahrzeuge waren Personenkraftwagen.